# Lutzomyia lainsoni
Lutzomyia lainsoni är en tvåvingeart som först beskrevs av Fraiha H., Ward R. D. 1974.  Lutzomyia lainsoni ingår i släktet Lutzomyia och familjen fjärilsmyggor. Inga underarter finns listade i Catalogue of Life.